# Phoroncidia quadrata
Phoroncidia quadrata är en spindelart som först beskrevs av O. Pickard-Cambridge 1879.  Phoroncidia quadrata ingår i släktet Phoroncidia och familjen klotspindlar. Inga underarter finns listade i Catalogue of Life.